# Zeuxippus
Zeuxippus is een geslacht van spinnen uit de familie springspinnen (Salticidae).

## Soorten
De volgende soorten zijn bij het geslacht ingedeeld:
- Zeuxippus atellanus Thorell, 1895
- Zeuxippus histrio Thorell, 1891
- Zeuxippus pallidus Thorell, 1895
- Zeuxippus yunnanensis Peng & Xie, 1995